# Casimir (naam)
Casimir is een voornaam van Slavische oorsprong. Varianten zijn Kasimir, Kazimir en Kazimierz).

## Personen met de naam Casimir

### Heersers van Polen(-Litouwen)
- Casimir de Heilige (1458-1484)
- Casimir I van Polen (1016-1058), 'de Restaurator'
- Casimir II van Polen (1138-1194), 'de Rechtvaardige'
- Casimir III van Polen (1309-1370), 'de Grote'
- Casimir IV van Polen (1427-1492), 'Jagiello'

### Overige heersers
- Casimir van Bytom (ca. 1255-1312), hertog van Bytom
- Casimir van Brandenburg-Kulmbach (1481-1527), markgraaf van Brandenburg
- Casimir van Lippe-Brake (1627-1700), graaf van Lippe-Brake
- Casimir van Mazovië (1314-1355), of 'Casimir I van Warschau', hertog van Mazovië
- Frederik Casimir van Palts-Landsberg (1585-1645), paltsgraaf van Palts-Zweibrücken-Landsberg
- Casimir I van Auschwitz (1396-1434), hertog van Auschwitz
- Casimir I van Koejavië (1211-1267), 'Casimir I van Mazovië', hertog van Koejavië en Sieradz-Łęczyca
- Casimir I van Opole (1178/1179-1230), hertog van Opole
- Casimir I van Teschen (?-1358), hertog van Teschen
- Casimir II van Łęczyca (ca. 1262-1294), hertog van Łęczyca
- Casimir II van Mazovië (ca. 1400-1442), 'Ziemovit V van Mazovië', hertog van Mazovië-Bełz
- Casimir II van Teschen (1448-1528), hertog van Teschen
- Casimir II van Zator (?-1490), hertog van Zator
- Casimir III van Gniewkowo (ca.1283-ca. 1348), hertog van Koejavië
- Casimir III van Płock (ca.1449-1480), hertog van Mazovië
- Casimir Willem van Hessen-Homburg (1690-1726), adellijk figuur

- Claus-Casimir (2004), zoon van Prins Constantijn en Prinses Laurentien
- Ernst Casimir (1573-1632): stadhouder van Friesland
- Hendrik Casimir I (1612-1640): stadhouder van Friesland
- Hendrik Casimir II (1657-1696): stadhouder van Friesland
- Ernst Casimir van Oranje-Nassau (1822-1822): jong gestorven zoon van koning Willem II

## Casimir als voornaam
- Kazimir Malevitsj (1878-1935), Oekraïens kunstschilder
- Casimir Funk (1884-1967), Pools biochemicus
- Kazimierz Górski (1921-2006), Pools voetbalspeler en -coach
- Kazimierz Moskal (1967), Pools voetbalspeler en -coach
- Kazimierz Sidorczuk (1967), Pools voetballer
- Kazimierz Sikorski (1895-1986), Pools componist
- Kazimierz Twardowski (1866-1938), Pools filosoof en logicus

## Casimir als achternaam
- Hendrik B.G. Casimir (1909-2000): natuurkundige, bekend van het casimireffect en de casimir-operator.
- Rommert Casimir (1877-1957): opvoedkundige en onderwijsvernieuwer